# Marin Karamarko
Marin Karamarko (* 14. April 1998 in Pula) ist ein kroatischer Fußballspieler.

## Karriere

### Verein
Karamarko begann seine Karriere beim NK Solin. Zur Saison 2012/13 wechselte er in die Jugend von Hajduk Split. Zur Saison 2015/16 wurde er an den unterklassigen NK OSK Otok verliehen. Im Januar 2016 kehrte er zu Hajduk zurück. Zur Saison 2016/17 wechselte er dann fest zu OSK Otok. Im Februar 2017 schloss er sich dem NK Val an. Im Februar 2018 zog er zum RNK Split weiter. Zur Saison 2018/19 wechselte er nach Bosnien und Herzegowina zum Erstligisten NK GOŠK Gabela. Für Gabela kam er zu 25 Einsätzen Premijer Liga.
Zur Saison 2019/20 wechselte Karamarko nach Slowenien zum NŠ Mura. In der Saison 2019/20 kam er zu 27 Einsätzen in der 1. SNL. In der Saison 2020/21 wurde Mura Meister, die gesamte Spielzeit verpasste der Innenverteidiger allerdings. In der Saison 2021/22 absolvierte er 21 Spiele in Sloweniens höchster Spielklasse. Im August 2022 wechselte er zum österreichischen Bundesligisten TSV Hartberg, bei dem er einen bis Juni 2024 laufenden Vertrag erhielt. In der Saison 2022/23 absolvierte er 13 Spiele in der Bundesliga für den TSV. Nachdem er in der Saison 2023/24 keine Rolle mehr gespielt hatte, wurde sein Vertrag im Januar 2024 aufgelöst.
Im Februar 2024 wechselte er anschließend nach Russland zum Zweitligisten Arsenal Tula.

### Nationalmannschaft
Karamarko spielte im März 2014 erstmals für eine kroatische Jugendnationalauswahl. Mit der U-17-Auswahl nahm er 2015 an der WM teil, bei der Kroatien das Viertelfinale erreichte. Während des Turniers kam der Abwehrspieler aber nie zum Einsatz.